# Contopus lugubris
Contopus lugubris е вид птица от семейство Tyrannidae.

## Разпространение
Видът е разпространен в Коста Рика и Панама.